# Fermentation lactique
 (avril 2024).
Si vous disposez d'ouvrages ou d'articles de référence ou si vous connaissez des sites web de qualité traitant du thème abordé ici, merci de compléter l'article en donnant les références utiles à sa vérifiabilité et en les liant à la section « Notes et références ».

Structure de l'acide lactique.

La fermentation lactique, ou lacto-fermentation, est un mode de fermentation (production d'énergie anaérobie) qui, en présence de glucides et de bactéries spécifiques (les ferments lactiques), induit la formation d'acide lactique.
La production d'acide lactique provoque une acidification du milieu, qui permet l'élimination d'autres bactéries, éventuellement pathogènes. Elle est donc utilisée pour la conservation des aliments destinés aux humains et aux animaux.
La fermentation lactique produite par des bactéries dans les aliments, est à distinguer de la production anaérobie d'acide lactique par le muscle au cours d'un effort intense (voir : effort musculaire et fermentation lactique).

## Réaction chimique
Le glucose, l'adénosine diphosphate (ADP) et le phosphate inorganique (Pi) produisent de l'acide lactique et de l'adénosine triphosphate (ATP).
{\displaystyle {\rm {C_{6}H_{12}O_{6}+2\,ADP+2\,Pi\rightarrow 2\,C_{3}H_{6}O_{3}+2\,ATP}}}
(Voir Fermentation#Fermentation lactique et Fermentation#Fermentation lactique 2.)

## Utilisation en conservation des aliments

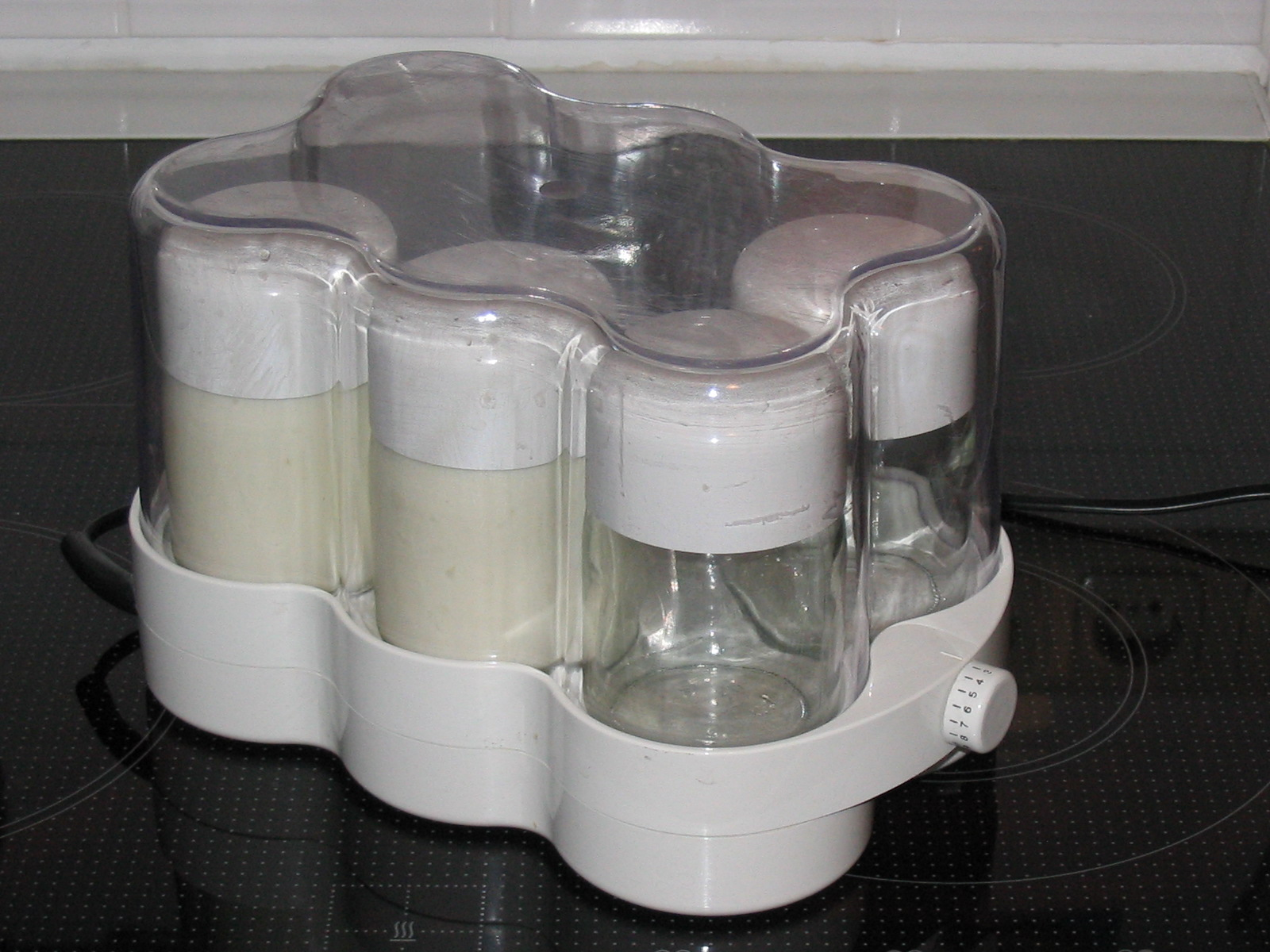
Les yaourts maison utilisent le principe de la fermentation lactique.

Les légumes portent sur leur surface des micro-organismes (champignons microscopiques, bactéries) qui, laissés à l'air libre, provoquent la putréfaction. En l'absence d'air et en présence d'une légère quantité de sel qui inhibe les autres ferments, ceux de la famille des ferments lactiques prennent le dessus : c'est le début du processus de fermentation lactique. Ces bactéries se développent en se nourrissant des glucides présents dans les aliments et les transforment en acide lactique. Au fur et à mesure du processus, la quantité d'acide lactique augmentant, le jus devient de plus en plus acide. Cette acidité neutralise le développement de la putréfaction. Lorsque le milieu devient suffisamment acide (pH autour de 4), les bactéries lactiques sont elles-mêmes inhibées. Le produit devient stable, ce qui permet une longue conservation.

### Aliments
La fermentation lactique a longtemps été utilisée pour préparer une grande variété d'aliments. Elle est à l'œuvre dans la fabrication des produits à base de lait (comme le lait fermenté, le yaourt ou le fromage), à base de viande (saucisson sec) ou de poisson (Nuoc-mâm).
De nombreux fruits et légumes peuvent être consommés fermentés, comme le chou (donnant la choucroute ou le kimchi), les carottes, la betterave, les cornichons, le citron, les olives, les oignons, le chou fleur, l'ail, etc.
Elle intervient aussi dans la préparation du levain, ou de la sauce de soja.

#### Exemples de préparations

##### Légumes
- Choucroute à partir de chou cabus

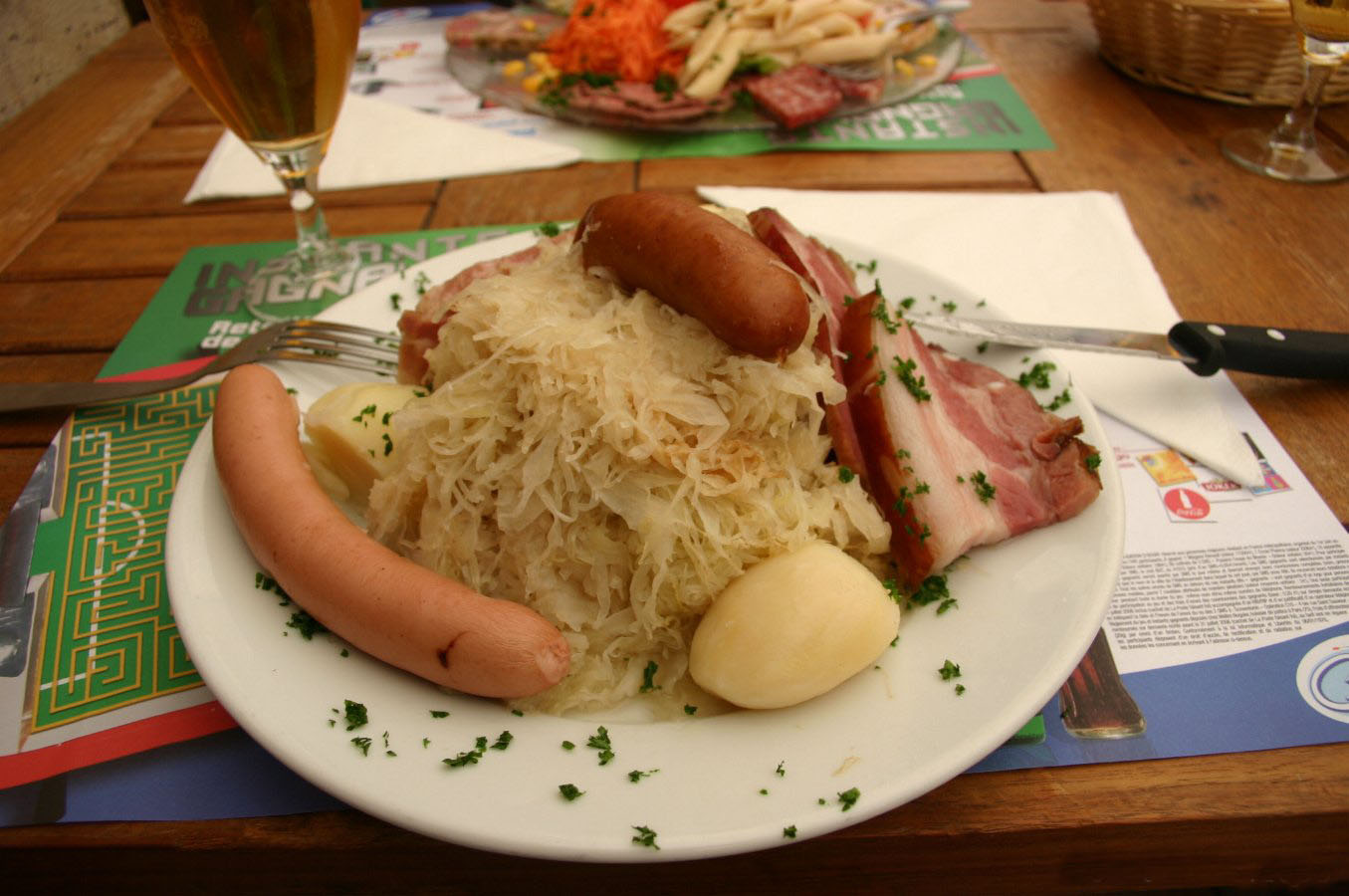
Choucroute.

- Malossol, cornichon ou concombre en saumure
- Suan cai (en), choucroute à base de chou chinois du nord-est de la Chine.
- Kimchi, différents types de légumes lacto-fermentés, spécialités coréennes
- Takuan, à base de radis blanc, préparé au Japon

##### Céréales et légumineuses
- Levain naturel
- Nattō ou tempeh à partir de soja

##### Boissons
- Kéfir de lait ou kéfir de fruits, à partir de grains de kéfir
- Kombucha, à partir de thé ou tisane et d'une « mère » semblable à la mère de vinaigre
- Kvas, boisson fermentée à base de levure, pain de seigle et de sucre
- Bière de gingembre
- Koumis au Kirghizistan ou aïrag en Mongolie, lait de jument fermenté
- Boza, à base de bouillie de millet

### Fourrages
La fermentation lactique est également utilisée sur des végétaux destinés à l'alimentation animale. L'ensilage permet de conserver différents fourrages tels que les graminées et légumineuses prairiales, le maïs et le sorgho, les céréales immatures, les drêches de brasserie…

### Vidéographie
- Marc-André SÉLOSSE (Muséum) Les Aliments Fermentés ,YouTube, mis en ligne le 17 mai 2019, publié sous licence CC